# Oudsaksische Genesis
De Oudsaksische Genesis ontstond in de negende eeuw in de Oudsaksische taal. Het is een van de eerste vertalingen van een deel van de Bijbel, nl. het boek Genesis in een Oudgermaanse taal. Hoewel de inhoud volledig christelijk is,  heeft het nog een typisch Germaanse vormgeving. Er wordt gebruikgemaakt van stafrijm (alliteratie) en typisch Germaanse stijlfiguren.
Men vergelijke bijvoorbeeld de volgende passage (Kaïn heeft zojuist zijn broer Abel vermoord):
Siđoda im thus te selidon,   habda im sundea giuuaraht,
bittra, an is bruodar,   liet ina undar baka liggian
an enam diapun dala droruuoragon,
libas losan,   legarbedd uuaran,
guman, an griata.
(Toen ging hij (dat wil zeggen Kaïn) naar huis, hij had een zonde begaan, een bittere, tegenover zijn broer. Hij liet hem op zijn rug liggen in een diep dal, leeggebloed, levenloos, en (liet) de man op de zandgrond zijn legerbed bewaken.)
Het stafrijm is nog een overheersende verstechniek hier zoals in de alliteratie van bijvoorbeeld de b in de tweede regel of de d in de derde.
Verder valt de typische herhaling op van een beschrijving van dezelfde handeling zoals een zonde begaan hebben, zijn broer gedood hebben en hem op zijn rug achtergelaten hebben: allemaal korte beschrijvingen van dezelfde moord.
Dezelfde techniek kan waargenomen worden in het Oudengelse Beowulf en Oudhoogduitse Hildebrandslied.
Maar de inhoud is natuurlijk typisch christelijk.
Er zijn van de Oudsaksische Genesis drie fragmenten overgebleven:
- Na de zondeval
- Na de moord op Abel
- De ondergang van Sodom

De Oudengelse Genesis was ten dele een vertaling van de Oudsaksische Genesis.

## Bron
Schlosser, D. H. Althochdeutsche Literatur (Frankfurt aan de Main/Hamburg, 1970)